# Jean-Marie Poiré
Jean-Marie Poiré (Parigi, 10 luglio 1945) è un regista, attore e produttore cinematografico francese.

## Biografia
Figlio del produttore Alain Poiré, ha realizzato la serie di film de I visitatori (1993, 1998, 2001 e 2016). Nel 1993 viene candidato al Premio César nella categoria registi, per I visitatori.

## Filmografia parziale

### Regista
- Les petits câlins (1978)
- Les hommes préfèrent les grosses (1981)
- Papy fait de la résistance (1983)
- Compagni miei atto I (Twist again à Moscou) (1986)
- I visitatori (Les Visiteurs) (1993)
- Soldi Proibiti (Les anges gardiens) (1995)
- I visitatori 2 - Ritorno al passato (Les Couloirs du temps: Les visiteurs 2) (1998)
- L'ultimo guerriero (Les Visiteurs en Amérique), noto anche come I visitatori - Alla conquista dell'America (2001)
- I visitatori 3 - Liberté, egalité, fraternité (Les Visiteurs : La Révolution) (2016)

### Sceneggiatore
- Dracula padre e figlio (Dracula père et fils), regia di Édouard Molinaro (1976)